# Louis de Bourbon, greve av Clermont
Louis av Bourbon, greve av Clermont, född 15 juni 1709 och död 16 juni 1771, var en medlem av den yngre grenen Bourbon-Condé av det franska kungliga huset. Han var tredje och yngsta son till Louis III av Bourbon, prins av Condé (1668-1710) och Louise-Françoise de Bourbon, Mademoiselle de Nantes (1673-1743), en illegitim dotter till kung Ludvig XIV av Frankrike. Han var också sonsons son till Louis II Condé, den store Condé, som dog 1686.
Hans äldsta bror, Louis Henri, hertig av Bourbon och Enghien, prins av Condé (1692-1740) var överhuvud för ätten Bourbon-Condé från 1710 till sin död, och var kung Ludvig XV av Frankrike's Premier Ministre (premiärminister) från 1723 till 1726.
Greven av Clermont tjänade först i Nederländerna och deltog sedan i det sjuåriga kriget (1756-1763), och förde då befälet över den franska armén i nedre Tyskland. Efter slaget vid Krefeld, 1758, som han förlorade, blev han återkallad. Han var stormästare för de franska frimurarelogerna, och efter honom bär det clermontska frimuraresystemet sitt namn. Han efterträddes av sin systerson hertigen av Chartres, senare hertig av Orléans.